# Concord (Massachusetts)
Concord (wymowa:/ˈkɒŋkʏd/) – miejscowość w hrabstwie Middlesex, Massachusetts, w Stanach Zjednoczonych.

## Historia
Miejsce, gdzie odbyła się pierwsza bitwa pod Concord wojny o niepodległość Stanów Zjednoczonych 19 kwietnia 1775 roku.

## W kulturze popularnej
Miasto służy jako jedna z lokacji w grze Fallout 4.

## Gospodarka
W mieście rozwinął się przemysł elektroniczny, metalowy oraz drzewny.

## Miasta partnerskie
- Nanae, Japonia
- Saint-Mandé, Francja
- San Marcos, Nikaragua
- Torreón, Meksyk